# Андрей Макин
Андрей Макин (на руски: Андрей Макин, на френски: Andreï Makine) е руско-френски писател на произведения в жанра социална драма, автобиография и документалистика, с които изследва живота в бившия Съветски съюз. Писал е и под псевдонима Габриел Осмонд (Gabriel Osmonde).

## Биография и творчество
Андрей Ярославович Макин е роден на 10 септември 1957 г. в Красноярск, Руска СФСР, СССР, в семейство на филолог и историчка. Има две сестри. Остава сирак от четиригодишна възраст (родителите му вероятно са починали при депортиране), и след известно време прекарано в сиропиталище, е отгледан от баба си. Първоначално живеят в Пенза, след това в Новгород. По време на непостоянно си образование, и особено в началното училище, учи френски език. Завършва гимназия в Новгород. Следва във факултета по чужди езици на Новгородския държавен педагогически институт и прави следдипломна квалификация в Московския държавен университет, където през 1985 г. защитава дисертация за кандидат на филологическите науки върху съвременната френска литература. След дипломирането си преподава филология в катедрата по френски език в Новгородския педагогически институт, където пише и за списание „Модерна литература в чужбина“.
По време на пътуване до Франция през 1987 г., като член на програма за обмен на учители, решава да остане в Париж. Кандидатства за политическо убежище, което получава след отказ едва през 1996 г. Първоначално работи като асистент по руски език в гимназията „Жак-Декур“ и през 1992 г. защитава докторска дисертация върху творчеството на Иван Бунин в Сорбоната. После преподава руски език и култура в Института за политически науки в Париж. Заедно с работата си започва да пише романи на френски език.
Първият му роман „Дъщерята на Герой на Съветския съюз“ е издаден през 1990 г. Той представя историята на съветския войник Иван Демидов, който оцелява през Втората световна война само за да се бори сред мизерията и глада на следвоенна Русия. Дъщеря му Оля в крайна сметка се превръща в инструмент на КГБ, за голямо огорчение на баща си. Следващият му роман, „Изповед на един паднал знаменосец“ от 1992 г., отново изследва трудностите на живота в Съветския съюз след Втората световна война чрез съдбата на две семейства, които се сблъскват с бедност и сърдечна болка в малко село. И двата романа са представени от Макин на издателите като превод от руски език (като Франсоа Бур и Албер Лемоние), за да преодолее скептицизма им, че новопристигнал изгнаник може да пише толкова свободно на втори език.
Става известен с романа си „Френското завещание“ от 1995 г., първа част от трилогията „Мечти за моите руски лета“. Той е автобиографичен роман, възхвала на френската цивилизация и призоваване на едно изпълнено с емоции минало, което е изпълнено с любими спомени и с мрачни тайни от кошмарите на Берия и Сталин. Романът е удостоен с наградите „Гонкур“, „Медичи“ и „Гонкур“ за гимназисти, и става първият в историята, който ги печели едновременно.
През 2001 г. той печели наградата RTL-Lire за романа „Музиката на един живот“, а през 2005 г. наградата на Принца на Монако за цялото си литературно творчество.
Произведенията му са написани на френски език. Преведени са на повече от тридесет езика по света. През 2011 г. обявява, че е публикувал романи под псевдонима Габриел Осмонд.
На 3 март 2016 г. е избран за член на Френската академия.
Андрей Макин живее в Париж.

## Произведения

### Като Андрей Макин

#### Самостоятелни романи
- La Fille d'un héros de l'Union soviétique (1990)[1][2][3][4]
- Confession d'un porte-drapeau déchu (1992)
- Au temps du fleuve Amour (1994)
- Le Crime d'Olga Arbélina (1998)
Престъплението на Олга Арбелина, изд.: „Леге Артис“, Плевен (2009), прев. Райна Стефанова
- La Musique d'une vie (2001) – награда RTL-Lire
Музиката на един живот, изд.: „Леге Артис“, Плевен (2006), прев. Райна Стефанова
- La Femme qui attendait (2004) – награда „Лантерна Магика“
Жената, която чакаше, изд.: „Леге Артис“, Плевен (2007), прев. Зорница Китинска
- Cette France qu'on oublie d'aimer (2006)
- L'Amour humain (2006)
Човешката любов, изд.: „Леге Артис“, Плевен (2008, 2022), прев. Райна Стефанова
- Le Monde selon Gabriel (2007)
- La Vie d'un homme inconnu (2009)
- Le Livre des brèves amours éternelles (2011)
- Une femme aimée (2013) – награда „Казанова“
- L'Archipel d'une autre vie (2016)
Архипелагът на един друг живот, изд.: „Леге Артис“, Плевен (2019), прев. Красимир Кавалджиев
- Au-delà des frontières17 (2019)
Отвъд границите, изд.: „Леге Артис“, Плевен (2020), прев. Павлина Рибарова
- L'Ami arménien, Grasset (2021)

#### Поредица „Мечти за моите руски лета“ (Dreams of My Russian Summers)
1. Le Testament français (1995) – награда „Гонкур“, награда „Гонкур за студенти“, награда „Медичи“[1][2][4]
Френското завещание, изд.: ИК „Колибри“, София (2007), прев. Георги Ангелов, Атанас Сугарев
2. Requiem pour l'Est (2000)
3. La Terre et le Ciel de Jacques Dorme (2003)
Земята и небето на Жак Дорм, изд.: „Леге Артис“, Плевен (2012), прев. Райна Стефанова

#### Документалистика
- Le Pays du lieutenant Schreiber (2014)[1]

### Като Габриел Осмонд

#### Самостоятелни романи
- Le Voyage d'une femme qui n'avait plus peur de vieillir (2001)[2][4]
- Les 20 000 Femmes de la vie d'un homme (2004)
- L'Œuvre de l'amour (2006)
- Alternaissance (2011)